# Enric el Lleó
Enric el Lleó - Heinrich der Löwe (alemany) - (Ravensburg, 1129 - 2 d'agost de 1195) va ser un membre de la casa de Welf que fou duc de Saxònia, com a Enric III, des de 1142, i duc de Baviera, com a Enric XII, des de 1156, ducats que va governar fins al 1180.
Era un dels prínceps alemanys més poderosos del seu temps, fins que la casa rival de Hohenstaufen va aconseguir aïllar-lo i acabar privant-lo dels seus ducats de Baviera i Saxònia durant el regne del seu cosí Frederic I Barba-roja i el seu fill i successor Enric VI.
Al zenit del seu poder, Enric havia governat sobre un vast territori que s'estenia des del Mar del Nord i el Mar Bàltic fins als Alps, i de Westfàlia fins a Pomerània. Enric va obtenir aquest gran poder gràcies tant pel seu enginy polític i militar com per les herències rebudes dels seus quatre avis.

## Família
Era fill d'Enric l'Orgullós, duc de Baviera i Saxònia, que era fill d'Enric IX de Baviera i l'hereva de la casa Billungs, antics ducs de Saxònia. La seva mare era Gertrudis, l'única filla de l'emperador Lotari III i la seva esposa Riquenssa de Nordheim, hereva dels territoris saxons de Nordheim i de les propietats dels Brunons, comtes de Brunsvic.
Enric va tenir els següents fills coneguts:
- De la seva primera esposa, Clemència (divorciats el 1162), filla de Conrad, duc de Zähringen i Clemència de Namur: 
  - Gertrudis de Baviera (1155-1197), casada en primeres núpcies amb Frederic IV, duc de Suàbia, i en segones amb el rei Canut VI de Dinamarca
  - Richenza (morta el 1167)

- De la seva segona esposa, Matilde, filla del rei Enric II d'Anglaterra (casats el 1168):
  - Matilde (aprox. 1172-aprox. 1209), casada amb Godfrey, comte de Perche, i després amb Enguerrand III, comte de Coucy.
  - Riquilda (1172-1204),[cal citació] casada amb el rei de Dinamarca, Valdemar II
  - Enric V, comte palatí del Rin (aprox. 1173-1227)
  - Lotari de Baviera (aprox. 1174-1190)
  - Otó IV, emperador romanogermànic i Duc de Suàbia (aprox. 1175-1218)
  - Guillem de Winchester (1184-1213)

- De la seva amant Ida de Blieskastel: 
  - Matilda, casada amb Enric Borwin I, príncep de Mecklenburg

## Biografia
El pare d'Enric va morir el 1139 a l'edat de 32, quan ell encara era un nen. El rei Conrad III d'Alemanya havia desposseït Enric l'Orgullós, que li havia disputat la corona el 1138, dels seus ducats entregant Saxònia a Albert l'Ós i Baviera a Leopold d'Àustria. Però Enric mai va renunciar als seus drets en l'herència del seu pare, i Conrad li va tornar Saxònia el 1142. El 1156 Enric també va recuperar Baviera per decisió del nou emperador Frederic Barba-roja.
Enric va ser el fundador de Múnic (1157/58; München) i Lübeck (1159); també va fundar i desenvolupar les ciutats de Stade, Lüneburg i Braunschweig. A Braunschweig, la seva capital, hi va fer erigir el 1166 un lleó de bronze (el seu símbol heràldic) al pati de castell de Dankwarderode; la primera escultura de bronze de la història al nord dels Alps. Més tard, va fer construir la Catedral de Brunswick prop de l'estàtua.

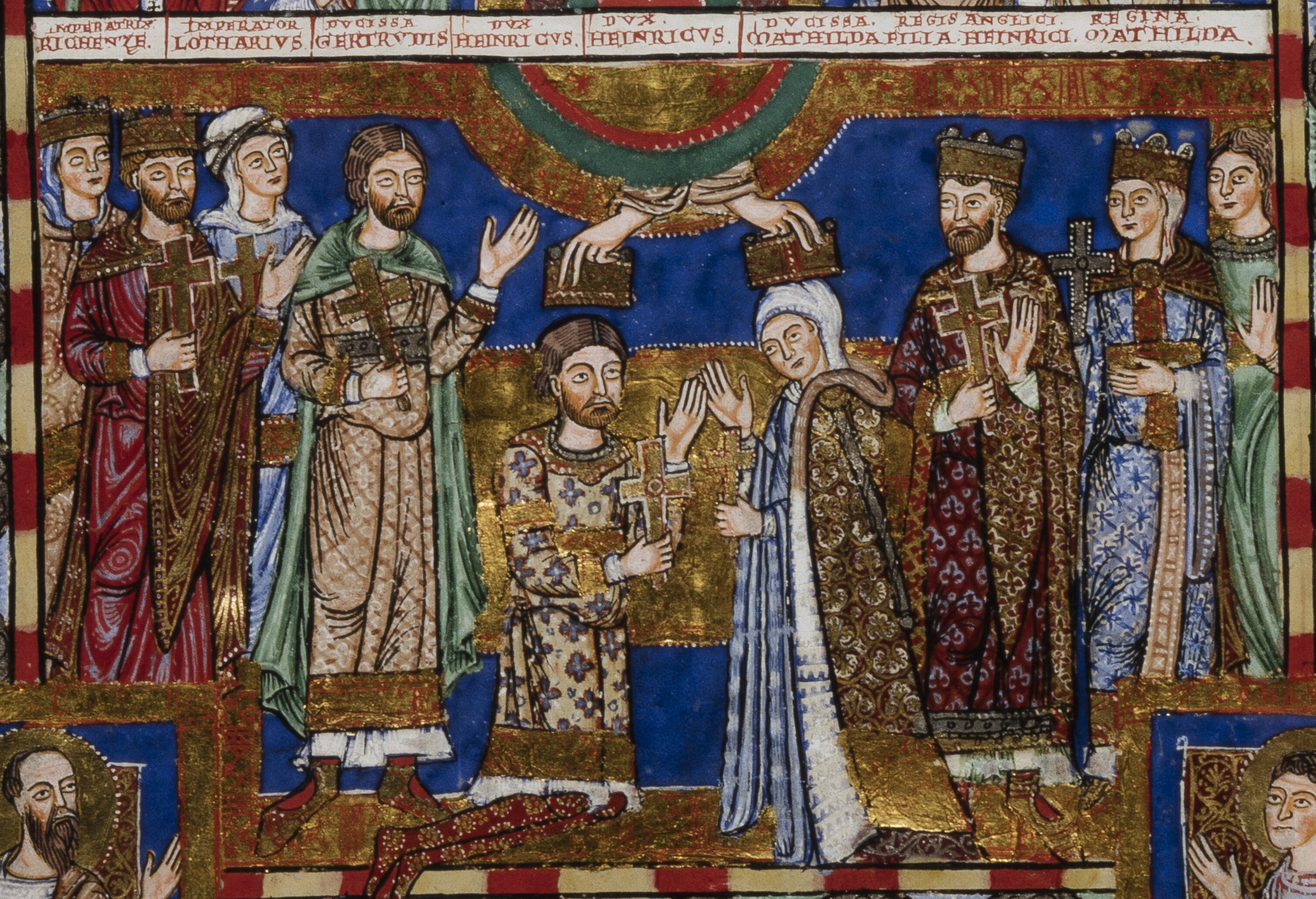
Coronació d'Enric el Lleó i Matilde d'Anglaterra (1188)

El 1147 Enric es va casar amb Clemència de Zähringen, obtenint així els seus territoris hereditaris a Suàbia. Se'n va divorciar el 1162, sembla que sota pressió de l'emperador Frederic Barba-roja, que no veia amb bons ulls que els Welfs tinguessin possessions a la seva terra natal. Frederic hauria ofert a Enric diverses fortaleses a Saxònia a canvi. El 1168 Enric va casar-se amb Matilde (1156 -1189), filla d'Enric II d'Anglaterra i Elionor d'Aquitània, i germana de Ricard Cor de Lleó.
Llargament i fidel Enric va servir el seu cosí Frederic en els seus intents per consolidar la corona imperial i en les contínues guerres contra les ciutats de Llombardia i els Papes. Però el 1174, Enric va renunciar a ajudar a Frederic en una nova invasió a Llombardia, en part perquè estava preocupat assegurant les seves pròpies fronteres a l'est. No va considerar que les aventures italianes de l'emperador valguessin la pena, tot i que Frederic li oferí com a recompensa la rica ciutat imperial de Goslar al sud de Saxònia, un botí que Enric feia temps que desitjava.

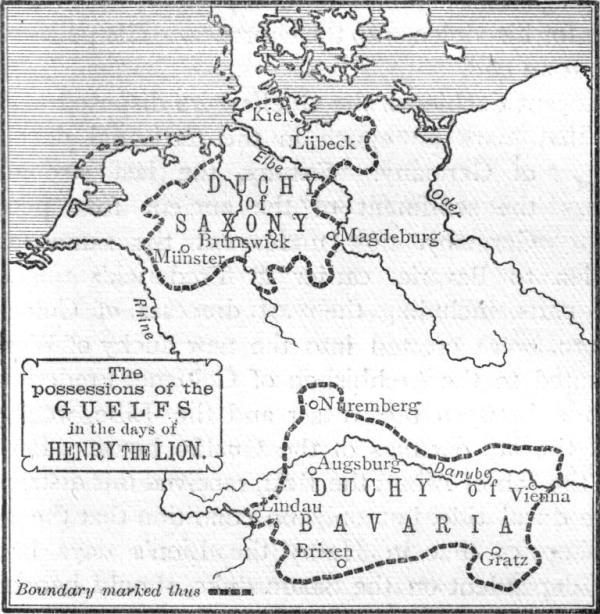
Els ducats de Saxònia i Baviera d'Enric

L'expedició de Barba-roja a la Llombardia va ser un fracàs complet, i va retreure la derrota a Enric per no haver-lo ajudat. Aprofitant-se de l'hostilitat dels altres prínceps alemanys envers Enric, que havia establert amb èxit un estat poderós i contigu amb substanciosos territoris al nord i est d'Alemanya, Frederic va fer jutjat a Enric in absentia per insubordinació per una cort de bisbes i prínceps el 1180. Declarant que la llei de l'imperi era de més rang que els usos tradicionals germànics, el tribunal va desposseir Enric de totes les seves terres i el va declarar un proscrit. Frederic va envair Saxònia amb l'exèrcit imperial per sotmetre el seu cosí. Els aliats d'Enric va abandonar-lo, i finalment es va haver de rendir el novembre de 1181 a Erfurt. Va ser exiliat d'Alemanya el 1182 per un període de tres anys, que va passar a Normandia amb el seu sogre Enric II d'Anglaterra, fins que se li permeté de tornar a Alemanya el 1185. Va ser exiliat un altre cop el 1188. La seva esposa Matilde va morir el 1189.
Quan Frederic Barba-roja va marxar a la Tercera Croada, Enric va tornar a Saxònia i va mobilitzar un exèrcit amb els seus seguidors, i va conquerir i saquejar la ciutat de Bardowick com a càstig per la seva deslleialtat. Tan sols les esglésies es van deixar dempeus. El fill de Barba-roja, Enric VI va derrotar-lo, i el 1194, quan la seva fi s'acostava, va fer les paus amb l'Emperador i es va retirar a viure a les seves reduïdes terres al voltant de Brunswick, on va acabar els seus dies com a duc de Brunswick, promocionant les arts i l'arquitectura. Va morir el 6 d'agost de 1195.